# Aéroport régional de Jaguaruna
Pour les articles homonymes, voir Goldman et JJG.
L'aéroport régional de Jaguaruna aussi appelé aéroport régional Humberto Ghizzo Bortoluzzi (code IATA : JJG • code OACI : SBJA), est l'aéroport desservant la ville de Jaguaruna et la région sud de Santa Catarina au Brésil.

## L'histoire
L'aéroport a été ouvert le 27 avril 2015.

## Compagnies aériennes et destinations
| Compagnies              | Destinations        |
| ----------------------- | ------------------- |
| Azul Brazilian Airlines | Campinas            |
| LATAM Brasil            | São Paulo–Congonhas |

## Accès
L'aéroport est situé à 16 km du centre-ville de Jaguaruna.